# 今だから、新作ドラマ作ってみました
『今だから、新作ドラマ作ってみました』（いまだから しんさくドラマつくってみました）は、NHK総合で2020年5月4日、5月5日および5月8日の3夜にオムニバス形式で放送されたテレビドラマ。新型コロナウイルス感染症（COVID-19）の感染拡大の影響でドラマ収録が見合わされる状況下で、キャスト・スタッフが打ち合わせからリハーサル、本番収録まで直接対面することなく、「テレワークドラマ」として制作された。制作の過程はスタッフブログを通じて発信された。

## 第1夜「心はホノルル、彼にはピーナツバター」

### あらすじ（第1夜）
神林五郎と森本千明は婚約中で、五郎の転勤に伴って遠距離恋愛をしている。この春にハワイでの挙式を予定していたが、開催中止となった。
うまく事が運ばない苛立ちと会えない寂しさを抱えつつ、唯一の連絡手段であるビデオチャットで恒例のラブラブトークを始めるが、ちょっとした行き違いから2人の隔たりが露呈し破局の危機へと発展する。

### 登場人物（第1夜）
神林五郎
演 - 満島真之介
森本千明
演 - 前田亜季

### スタッフ（第1夜）
- 脚本 - 矢島弘一
- 制作統括 - 西村崇、柴田直之
- プロデューサー - 神林伸太郎、大谷直哉
- 演出 - 渡辺一貴
- 制作 - NHKエンタープライズ
- 制作・著作 - NHK

## 第2夜「さよならMyWay!!!」

### あらすじ（第2夜）
40年連れ添った妻・舞子を脳卒中で亡くしたばかりの宍戸道男は、悲しみをこらえつつ、自ら経営する保険代理店の職務を真面目にこなしている。
そんな折、仕事用のパソコンに死んだはずの妻・舞子からビデオ電話がかかってきて、幽霊となった舞子は画面越しに離婚届を突き付ける。

### 登場人物[6]（第2夜）
宍戸道男
演 - 小日向文世
宍戸舞子
演 - 竹下景子

### スタッフ（第2夜）
- 脚本 - 池谷雅夫
- 制作統括 - 西村崇、柴田直之
- プロデューサー - 神林伸太郎、大谷直哉
- 演出 - 渡辺一貴
- 制作 - NHKエンタープライズ
- 制作・著作 - NHK

## 第3夜「転・コウ・生」[7]

### あらすじ（第3夜）
外出自粛で家に閉じこもるうちに「あの人に会いたいな」との思いが募り、どういうわけか「会いたい」と思った人と魂が入れ替わる珍現象が生じて、シバサキコウがむろつよしの心と体が入れ替わってしまい混乱しているところにコウの飼い猫「のえる」と入れ替わったイッセイが現れさらに大混乱となる。

### 登場人物[8]（第3夜）
シバサキコウ
演 - 柴咲コウ
むろつよし
演 - ムロツヨシ
タカハシイッセイ
演 - 高橋一生

### スタッフ（第3夜）
- 作 - 森下佳子
- 音楽 - 宮崎誠
- 制作統括 - 藤並英樹
- プロデューサー - 中野亮平
- 演出 - 小野見知
- 制作・著作 - NHK

## 放送日程
| 放送回 | 放送日 | サブタイトル                       | 脚本           | 演出     |
| ------ | ------ | ---------------------------------- | -------------- | -------- |
| 第1夜  | 5月4日 | 心はホノルル、彼にはピーナツバター | 矢島弘一       | 渡辺一貴 |
| 第2夜  | 5月5日 | さよならMyWay!!!                   | 池谷雅夫       | 渡辺一貴 |
| 第3夜  | 5月8日 | 転・コウ・生                       | 森下佳子（作） | 小野見知 |